# Minnie a Moskowitz
Minnie a Moskowitz je americký film z roku 1971, který natočil režisér John Cassavetes podle vlastního scénáře. Pojednává o vztahu muzejní kurátorky Minnie Mooreové, kterou ztvárnila režisérova manželka Gena Rowlands, a Seymoura Moskowitze (Seymour Cassel), který pracuje jako obsluha parkoviště. V dalších rolích v něm vystupují například Timothy Carey, Val Avery a Holly Near. Minnieinu matku ztvárnila Lady Rowlands, matka její představitelky, zatímco Moskowitzovu matku ztvárnila režisérova matka Katherine (obě hrály i v několika pozdějších Cassavetesových filmech). Menší roli měl také Cassavetesův švagr David Rowlands, stejně jako jeho dvě dcery, Zoe a Alexandra. Sám režisér v něm vystupuje v malé roli přítele Minnie, který se s ní na začátku filmu rozchází. Na filmu se podíleli tři kameramani: Alric Edens, Michael Margulies a Arthur J. Ornitz. Hudebním supervizorem byl Bo Harwood, který s režisérem spolupracoval i na dalších filmech. Část filmu byla natáčena v New Yorku, většina se odehrává v Los Angeles.